# 平枝栒子
平枝栒子（学名：Cotoneaster horizontalis），又名栒刺木、岩楞子、山头姑娘（四川土名）、平枝灰栒子（华北经济植物志要）、矮红子、被告惹（贵州土名），为蔷薇科栒子属的植物。分布在尼泊尔以及中国大陆的陕西、贵州、湖北、甘肃、四川、云南、湖南等地，生长于海拔2,000米至3,500米的地区，多生在灌木丛中及岩石坡上，在某些非高海拔区域已经被人工栽培，作为绿化植物使用。

## 外部連結
- 平枝栒子, Pingzhixunzi （页面存档备份，存于） 藥用植物圖像數據庫 (香港浸會大學中醫藥學院) （繁體中文）（英文）

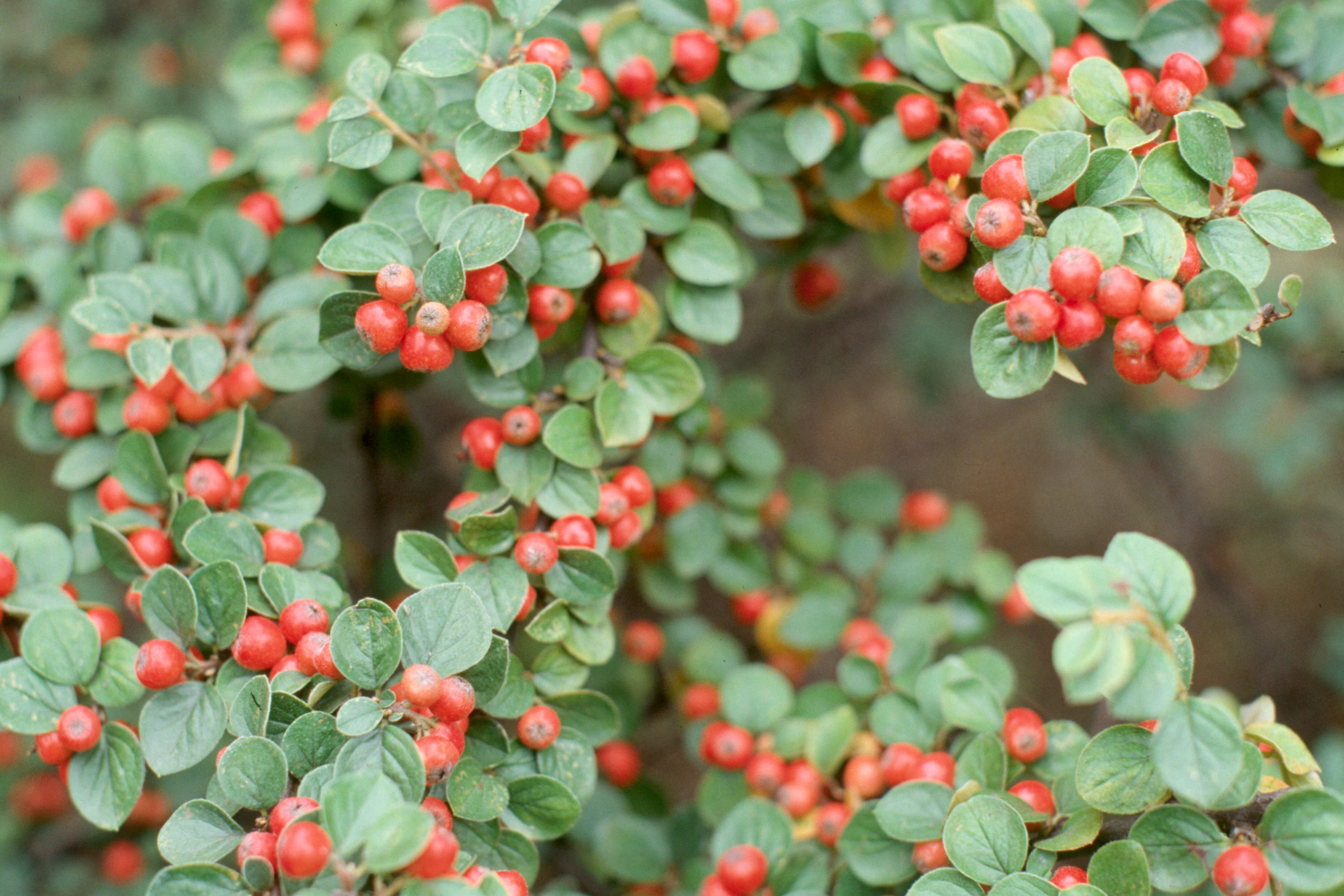